# Lecia Jønsson
Lecia Jønsson (født 18. september 1948 i Avedøre) er en dansk sangerinde. Hun startede sin karriere i 1961 i en duo med lillesøsteren Lucienne Sundstrøm, med hvem hun også oprindeligt delte efternavn. Deres første optræden gav dem en tredjeplads ved en sangkonkurrence på Damhuskroen og det var herefter at karrieren tog fart. Søskendeparret turnerede rundt i landet de følgende år og udgav deres første plade, Waiting on the corner, i 1964 med sange af Otto Brandenburg.
I 1963 begyndte de at turnere sammen med flere grupper bl.a. The Treffters, The Meteors og The Telstars. Med den sidstnævnte var de bl.a. på Island i 1965. Herefter blev de faste medlemmer af The Scarlets men var samtidig med som korpiger til flere kunstnere (Birthe Kjær, Peter Belli, Bjørn Tidmand og Grethe & Jørgen Ingmann). Samarbejdet i The Scarlets ophørte i 1969.
Søskendeparret gik herefter sammen i en duo alene og i 1973 fik de en kontrakt med Metronome. Her indspillede de bl.a. de populære "Rør ved mig" og "Waterloo". De deltog også to gange i Dansk Melodi Grand Prix. Samarbejdet mellem de to fortsatte frem til 1981, hvorefter Lucienne trak sig tilbage fra musikverdenen. Lecia gik derimod ind i et samarbejde med Ivan Pedersen og dannede den populære duo Laban. Denne duo blev hurtigt Danmarks mest efterspurgte og populariteten bredte sig også til andre europæiske lande, især til Norden. Med sangen "Love in Siberia" fik de desuden et stort hit i USA. Gruppen ophørte med at eksistere på toppen af populariteten.
Siden 1988 har Lecia kørt en solokarriere med blandet succes. Omkring 1992 valgte hun dog at trække sig ud af offentlighedens søgelys. Hun har siden arbejdet som idékunstner/tegner ved Egmont og kreativ forfatter på Walt Disneys Jumbobøger. I 1993 begyndte hun at synge jazz og på to CD'er, hvor hun har skrevet de fleste at sangene selv, har hun vist, at hun også mestrer jazzen. Ind imellem kan man stadig opleve hende optræde enten som back-up til andre kunstnere eller som solist.

## Melodi Grand Prix
Lecia har deltaget seks gange i Dansk Melodi Grand Prix med blandede resultater. Hendes bedste resultat var en andenplads i 1989 med sangen "Landet Camelot", men det er nok hendes egen sang fra 1984, "Det' en hem'lighed", som hun er mest kendt for. Lecia har siden 1984 skrevet de fleste af sangene når hun har deltaget i Dansk Melodi Grand Prix.
| Deltagelser i Dansk Melodi Grand Prix |                       |       |       |                     |
| År                                    | Sang                  | Plads | Point | Note                |
| 1979                                  | Dit liv, mit liv      | 7     | 37    | sammen med Lucienne |
| 1980                                  | Bye, bye              | 7     | 59    | sammen med Lucienne |
| 1984                                  | Det' en hem'lighed    | 5     | 35    | som solist          |
| 1986                                  | Hvis nu lykken findes | 6     | -     | som solist          |
| 1989                                  | Landet Camelot        | 2     | 30    | som solist          |
| 1990                                  | Krig og fred          | 6     | -     | som solist          |

Lecia har dog også en gang vundet et grandprix. OGAE Second Chance Contest, som arrangeres af grandprix-fanklubber og dermed er uofficiel, kårer hvert år en vindersang fra de nationale grandprixer. I 1989 vandt Lecia det hele med sangen "Landet Camelot".